# جائزة فرنسا الكبرى 1976
جائزة فرنسا الكبرى 1976 هو سباق فورمولا 1 أقيم بتاريخ 4 يوليو 1976. كان الثامن من أصل 16 في بطولة العالم لسباقات الفورمولا واحد موسم 1976. حلّ البريطاني جيمس هانت أولا بينما جاء الفرنسي باتريك ديبايلير في المركز الثاني.